# El Dorado Pass
El Dorado Pass è un film del 1948 diretto da Ray Nazarro.
È un western statunitense con Charles Starrett, Smiley Burnette e Elena Verdugo. Fa parte della serie di film western della Columbia incentrati sul personaggio di Durango Kid.

## Produzione
Il film, diretto da Ray Nazarro su una sceneggiatura di Earle Snell, fu prodotto da Colbert Clark per la Columbia Pictures e girato dal 18 al 26 maggio 1948. Il titolo di lavorazione fu Crossroads of the West.

## Distribuzione
Il film fu distribuito negli Stati Uniti dal 14 ottobre 1948 al cinema dalla Columbia Pictures.
Altre distribuzioni:
- in Brasile (O Desfiladeiro da Morte)
- nel Regno Unito (Desperate Men)